# 바이버
바이버(Viber)는 바이버 미디어(Viber Media)가 제작하여 안드로이드, iOS에서 제공되는 인터넷 전화이다.